# Municipio Rurrenabaque
Das Municipio Rurrenabaque (auch: Puerto Menor de Rurrenabaque) ist ein Verwaltungsbezirk im Departamento Beni im südamerikanischen Anden-Staat Bolivien.

## Lage im Nahraum
Das Municipio Rurrenabaque ist eines von vier Municipios der Provinz Ballivián und liegt im südwestlichen Teil der Provinz. Es grenzt im Norden an das Municipio Reyes, im Westen und Südwesten an das Departamento La Paz und im Osten an das Municipio San Borja.
Größte Stadt und zentraler Ort des Municipios ist die Stadt Rurrenabaque mit 13.446 Einwohnern (2012) in der nordwestlichen Ecke des Municipios.

## Geographie
Das Municipio Rurrenabaque liegt am westlichen Rand der Moxos-Ebene, mit über 100.000 km² einem der größten Feuchtgebiete der Erde; vorherrschende Vegetationsform in der Moxos-Ebene ist die tropische Savanne. Das Klima in der Region Rurrenabaque ist tropisch heiß und ganzjährig feucht, es kann aber im Winter auch durch den Surazo (kalter Wind aus Süden) relativ kühl werden.
Der Jahresniederschlag beträgt knapp 2.000 mm, mit Monatsniederschlägen von etwa 300 mm im Januar und Februar, und von weniger als 100 mm in den Monaten August bis September. Die Monatsdurchschnittstemperaturen liegen ganzjährig zwischen 23 °C und 28 °C.

## Bevölkerung
Die Bevölkerungszahl ist zwischen 1992 und 2024 auf mehr als das Doppelte angewachsen:
| Jahr | Einwohner | Quelle       |
| ---- | --------- | ------------ |
| 1992 | 9.065     | Volkszählung |
| 2001 | 13.668    | Volkszählung |
| 2012 | 19.195    | Volkszählung |
| 2024 | 21.018    | Volkszählung |

Die Bevölkerungsdichte des Municipios bei der letzten Volkszählung von 2012 betrug 7,45 Einwohner/km², der Anteil der städtischen Bevölkerung ist 70,0 Prozent. Die Lebenserwartung der Neugeborenen lag im Jahr 2001 bei 64,3 Jahren.
Der Alphabetisierungsgrad bei den über 19-Jährigen beträgt 87,1 Prozent, und zwar 91,4 Prozent bei Männern und 81,8 Prozent bei Frauen.(2001)

## Politik
Ergebnis der Regionalwahlen (concejales del municipio) vom 4. April 2010:
| Wahl- berechtigte |  | Wahl- beteiligung | gültige Stimmen |  | PRIMERO | MAS-IPSP | MSM    | MNR-PUEBLO |
| ----------------- |  | ----------------- | --------------- |  | ------- | -------- | ------ | ---------- |
| 8.265             |  | 7.101             | 6.053           |  | 3.168   | 1.916    | 936    | 33         |
|                   |  | 85,9 %            | 85,2 %          |  | 52,3 %  | 31,7 %   | 15,5 % | 0,5 %      |

Ergebnis der Regionalwahlen (elecciones de autoridades políticas) vom 7. März 2021:
| Wahl- berechtigte |  | Wahl- beteiligung | gültige Stimmen |  | MAS-IPSP | AHORA!  | MTS     | TODOS   | CAMBIEMOS |
| ----------------- |  | ----------------- | --------------- |  | -------- | ------- | ------- | ------- | --------- |
| 12.359            |  | 10.200            | 8.627           |  | 2.599    | 2.174   | 1.928   | 1.329   | 372       |
|                   |  | 82,53 %           | 84,58 %         |  | 30,13 %  | 25,20 % | 22,35 % | 15,41 % | 4,31 %    |

## Gliederung
Das Municipio besteht nur aus einem einzigen Kanton, dem Cantón Rurrenabaque, mit insgesamt 90 Ortschaften (localidades).

## Ortschaften im Municipio Rurrenabaque
- Kanton Rurrenabaque
  - Rurrenabaque 13.446 Einw. – Nuevos Horizontes 575 Einw.